# Séleucos II
Pour les articles homonymes, voir Séleucos et Kallinikos.
Séleucos « Kallinikos » II (en grec moderne : Σέλευκος Καλλίνικος Βʹ), né vers 265 et mort en 226 av. J.-C., est un roi séleucide qui règne de 246 à sa mort en 226 av. J.-C.
Fils aîné d'Antiochos II et de Laodicé Ire, il est connu comme un souverain énergique, et doit affronter la rébellion de son frère Antiochos Hiérax ainsi que celle des nomades scythes en Parthie, et doit également faire face à la sédition du royaume gréco-bactrien.

## Biographie
Le jeune Séleucos II est exilé avec sa mère répudiée Laodicé Ire.
Antiochos II meurt en 246 av. J.-C., peut-être empoisonné par Laodicé dans le but de lui assurer le trône au détriment du fils de la seconde épouse du roi, Bérénice Syra. Dans l'immédiat, l’autorité du nouveau souverain ne semble avoir été reconnue qu'en Anatolie. Les autres provinces soutiennent le fils de Bérénice ou font sécession ; sans doute appelé par sa sœur, Ptolémée III intervient alors en territoire séleucide, durant la troisième guerre de Syrie. Le souverain lagide étend ses conquêtes au moins jusqu’en Mésopotamie. Cependant, le rapide assassinat de Bérénice et de son enfant (probablement fomenté par Laodicé) assoit la légitimité de Séleucos. Il reprend ainsi une partie des territoires perdus en Syrie et en Mésopotamie. Il paraît également avoir tenté d’attaquer la Cœlé-Syrie, sans succès.
Dans le même temps, son frère Antiochos Hiérax profite de son éloignement pour exiger et obtenir de lui le gouvernement de l’Anatolie. En 241 av. J.-C., le conflit avec l’Égypte lagide se conclut par une paix défavorable : Séleucos II doit céder certaines de ses possessions en Syrie du nord, en Cilicie, en Pamphylie et en Ionie. Le souverain tente alors de recouvrer les provinces abandonnées à son frère. Après avoir obtenu un succès en Lydie, il est vaincu vers 240-239 av. J.-C. à la bataille d'Ancyre par Antiochos, qui s’est allié avec le Pont, la Cappadoce, la Bithynie, Pergame et les Galates. Il est par conséquent contraint de faire la paix avec lui.
Parallèlement à ces événements, ayant eu lieu dans la partie occidentale de l’empire, se déroulent en Iran des mouvements de sécession mal connus. La numismatique laisse penser qu’un grand nombre de provinces perses s’en seraient détachées pendant la guerre de Syrie. Andragoras, le satrape de Parthie, prend son indépendance vers 245 av. J.-C., avant d'être évincé par les Parni, des nomades scythes dirigés par Arsace Ier de Parthie. En réaction, Séleucos II mène entre 230 et 227 av. J.-C. une campagne en Iran. Il doit cependant faire face à la coalition du royaume gréco-bactrien et des Parni. Il subit alors une défaite face aux récents maîtres de la Parthie. De nouveaux troubles en Anatolie (peut-être la conquête du royaume d'Antiochos Hiérax par Attale Ier) l’empêchent ensuite de poursuivre son entreprise de reconquête.
Il fait exécuter sa tante Stratonice II qui a intrigué contre lui durant son absence. Il meurt en 226, victime d’une chute de cheval. Son fils Séleucos III lui succède.

## Famille

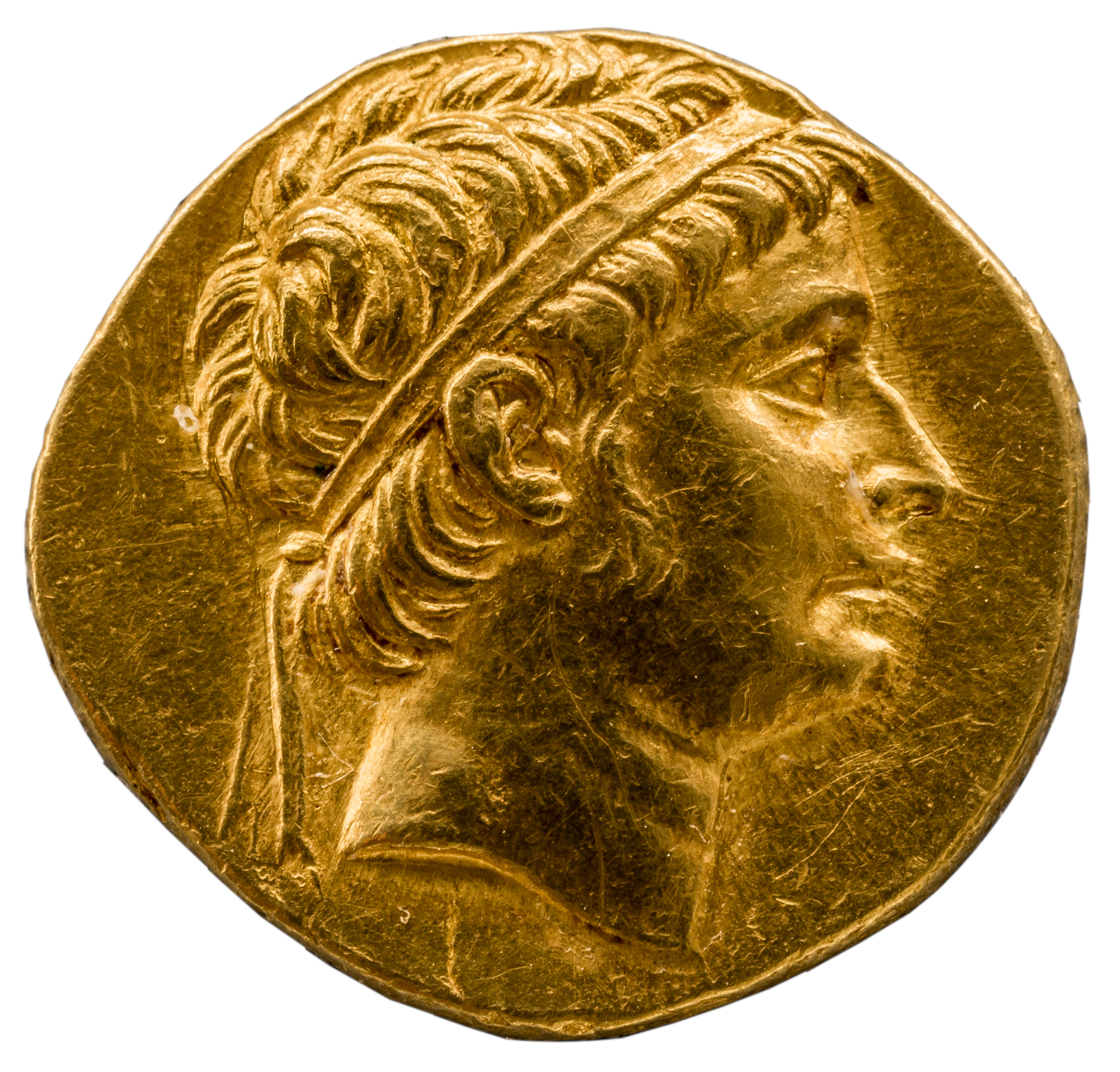
Statère en or représentant Séleucos II.

### Mariage et enfants
De son union avec Laodicé II naissent :
- Séleucos III ;
- Antiochos III ;
- Antiochis II.

### Ascendance
Sauf précision contraire, les dates de cet article sont sous-entendues « avant l'ère commune » (AEC), c'est-à-dire « avant Jésus-Christ ».